# Denis Zvizdić
Denis Zvizdić (ur. 9 czerwca 1964 w Sarajewie) – polityk bośniacki narodowości boszniackiej. Premier Bośni i Hercegowiny od 11 lutego 2015 do 5 grudnia 2019.
W latach 2003–2006 był prezydentem kantonu sarajewskiego Federacji Bośni i Hercegowiny.
Ukończył w 2000 architekturę na Uniwersytecie w Sarajewie, a w 2007 doktoryzował się tam. Jest również wykładowcą.